# Octavio Vial
Octavio Vial (26 de novembro de 1918 — 19 de janeiro de 1989) é um ex-futebolista e treinador mexicano.
Octavio Vial comandou o elenco do México na Copa do Mundo de 1950.